# Peter Hackl
Peter Hackl (* 1942 in Linz) ist Universitätsprofessor für Wirtschaftsstatistik. Zwischen 2005 und 2009 war er fachstatistischer Generaldirektor der Bundesanstalt Statistik Austria. Seit 2010 ist er internationaler Konsulent im Bereich der Amtlichen Statistik.

## Leben
Hackl studierte Technische Physik an der TU Wien, wurde 1965 Diplom-Ingenieur und 1970 zum Dr. techn. promoviert. 1967 trat der katholischen Studentenverbindung K.Ö.H.V. Mercuria Wien im ÖCV bei. Anschließend wechselte er als Universitätsassistent an die Hochschule für Welthandel Wien (ab 1975: Wirtschaftsuniversität Wien), wo er sich 1979 am Institut für Statistik habilitierte und 1981 außerordentlicher Universitäts-Professor wurde. Von 1988 bis 1989 hatte er eine Gastprofessur an der University of Iowa (USA) inne. 1991 wurde er Leiter der Abteilung Wirtschaftsstatistik an der WU Wien. Von 1997 bis 2000 bekleidete er zudem das Amt des Vizestudiendekans für die Evaluierung der Lehre. 2006 wurde Peter Hackl an der WU Wien emeritiert.
Daneben war Peter Hackl Präsident der Österreichischen Statistischen Gesellschaft (ÖSG) von 1995 bis 2000 und wurde anschließend als stellvertretender Vorsitzender in den Statistikrat der reformierten Bundesanstalt Statistik Austria berufen, wo er auch dem Ausschuss für Qualitätssicherung vorstand. Von 2005 bis Dezember 2009 war Peter Hackl fachstatistischer Generaldirektor der Statistik Austria.
Seit 2010 ist Peter Hackl als Berater in Fragen der amtlichen Statistik tätig: Bewertung statistischer Programme und Prozesse in verschiedenen Bereichen der amtlichen Statistik, Beurteilung der Organisation und des Managements von nationalen statistischen Systemen, Entwicklung von statistischer Infrastruktur. Einsatzgebiete sind in Ost- und Süd-Europa, GIS Staaten und arabische Länder. Er ist Autor des Entwicklungsplans „Master Plan 2030“ des Statistikamts (SCAD) von Abu Dhabi (2012) und der „Roadmap 2019“ für die Transformation des Statistikamts (GAStat) von Saudi-Arabien. Seit 2018 ist er Advisor der State Tourism Agency von Aserbaidschan.

## Ehrungen
- 1996 Ehrendoktorat der Handelshochschule Stockholm, Schweden
- 2001 Großes Silbernes Ehrenzeichen für Verdienste um die Republik Österreich
- 2010 Ehrenmitglied der Österreichischen Statistischen Gesellschaft

## Publikationen (Auswahl)
- Model-Oriented Design of Experiments. Fedorov, V.V., Hackl, P., New York: Springer-Verlag (1997)
- Einführung in die Ökonometrie. Pearson Studium, München 2012, ISBN 3-8273-7118-X
- Statistik für Sozial- und Wirtschaftswissenschaften – Berlin/Boston: De Gruyter (2016)
- Mathematik für Sozial- und Wirtschaftswissenschaften – Berlin/Boston: De Gruyter (2015)
- Hackl, P., Müller, W., & Templ, M. (2015). Akademische und Offizielle Statistik vereint. Ein Interview mit Peter Hackl., Austrian Journal of Statistics, 44(3), 85–95.
- Big Data: What can official statistics expect? Hackl, P., Statistical Journal of the IAOS, 32 (2016), 43–52.
- A New Generation of Data for Human Development. Hackl, P., Background Paper, UNDP Human Development Report Office (2018)